# 马来西亚铁路运输
马来西亚铁路运输系统分布于马来西亚半岛和东马沙巴州两个地区。马来西亚半岛的铁路主要属马来亚铁路（KTMB）所有，该国营铁路公司经营管理1,677公里的铁路；而沙巴地区的134公里铁路，则属于由沙巴州政府营运的沙巴州铁路（SRR）所有。截至2013年，马来西亚的铁路营业里程超过1,800公里，主要使用1,000毫米米轨轨距。马来西亚半岛的铁路系统在北面连接泰国铁路，而南端则可通往新加坡。值得注意的是，虽然新加坡并非属于马来西亚的一部分，但新加坡不仅是马来亚铁路网的最南端，兀兰关卡更是马来亚铁路唯一一个在新加坡境内的车站，新加坡与马来西亚之间的国际列车服务亦是由马来亚铁路营运。
马来西亚铁路大致上可分为重铁（通勤铁路）、轻快铁（轻轨捷运或Light Metro）、单轨铁路、机场铁路和登山缆车。重型铁路主要用于城际客运和城市轨道交通，轻铁则用于城市轨道交通系统和一些特殊用途，如机场航站楼之间的乘客运输（APM）。马来西亚铁路运输也有连接吉隆坡与吉隆坡国际机场的机场通勤铁路服务、用于吉隆坡市中心的单轨铁路线和衔接槟城州槟岛最高峰升旗山和山脚的登山缆车。

## 历史

### 马来亚铁路的开端

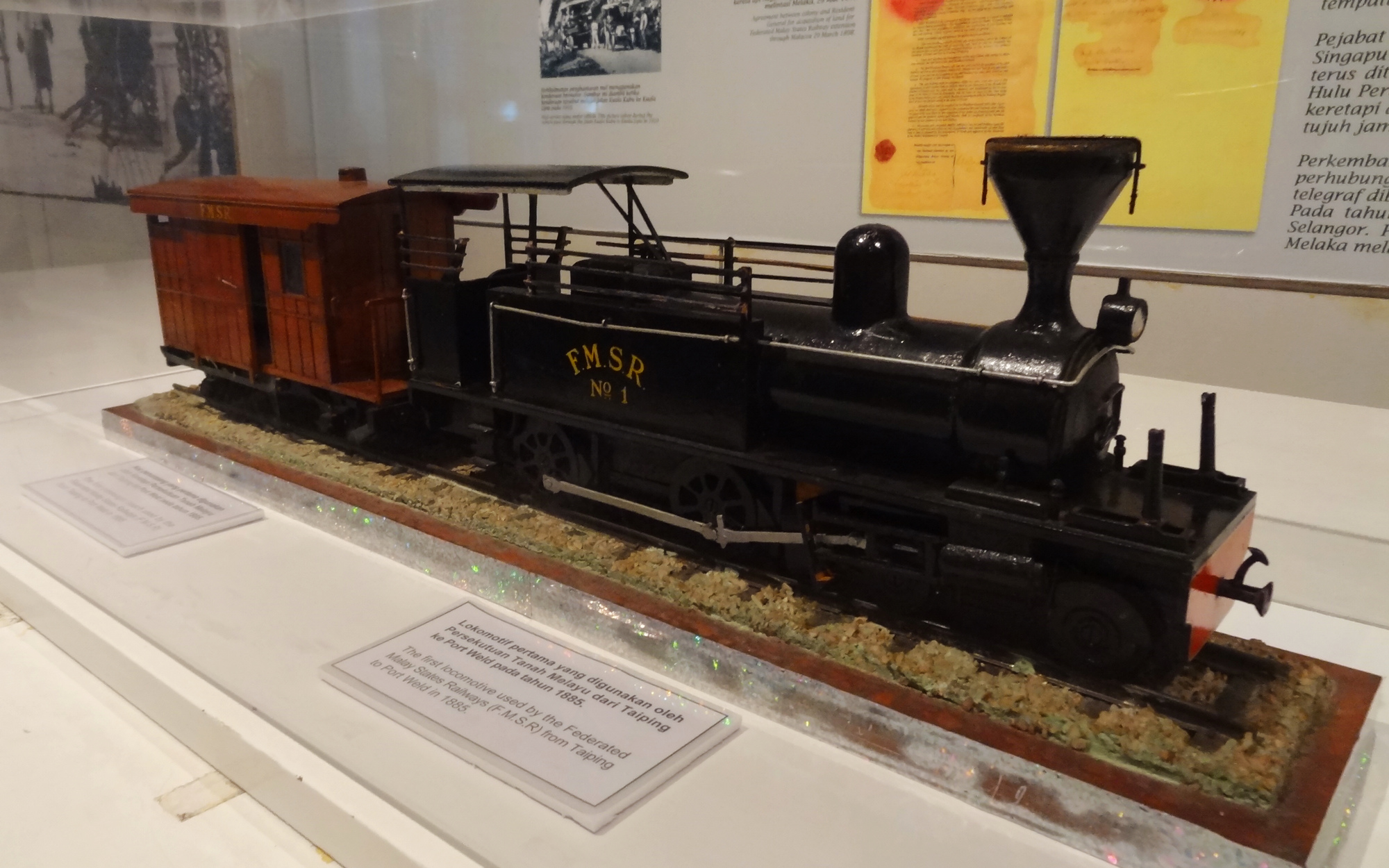
马来联邦铁路1号蒸汽机车的模型，展示于马来西亚国家博物馆

马来西亚的铁路史始于19世纪末的英屬馬來亞时期。1874年，为了解决霹雳锡矿糾紛和王位继承问题對海峽殖民地的负面經濟影响，海峡殖民地总督克拉克和霹雳王朝苏丹阿都拉签署《邦咯条约》，英国支持苏丹阿都拉接掌王位，条件是他必须接受一位英国常驻领事。随后，英国人很快就在霹雳成立行政单位，协助苏丹管理州行政事务。在第四任霹雳州参政司休·洛的管理之下，霹雳的经济逐渐繁荣起来。太平是英国殖民政府在霹雳州的行政中枢，当局不惜斥资在这个当时堪称繁华的市镇大兴土木。
当时，太平出产的锡米全部利用畜力车运输到港口，但当地于1880年爆发严重的口蹄疫症导致数以千计的牛只受感染，顿时令当地的交通系统几乎瘫痪，锡米的运输成本亦急剧上涨。为此，英国殖民政府决定调来大批印度劳工，兴建一条由太平通往砵威港口（今称为瓜拉十八丁）的铁路，以加快运送锡米到港口的速度。全长12.8公里的太平－砵威铁路于1880年动工，1885年2月12日完工，同年6月1日举行通车典礼，成为马来西亚史上第一条建成的铁路。

### 铁路网快速扩张

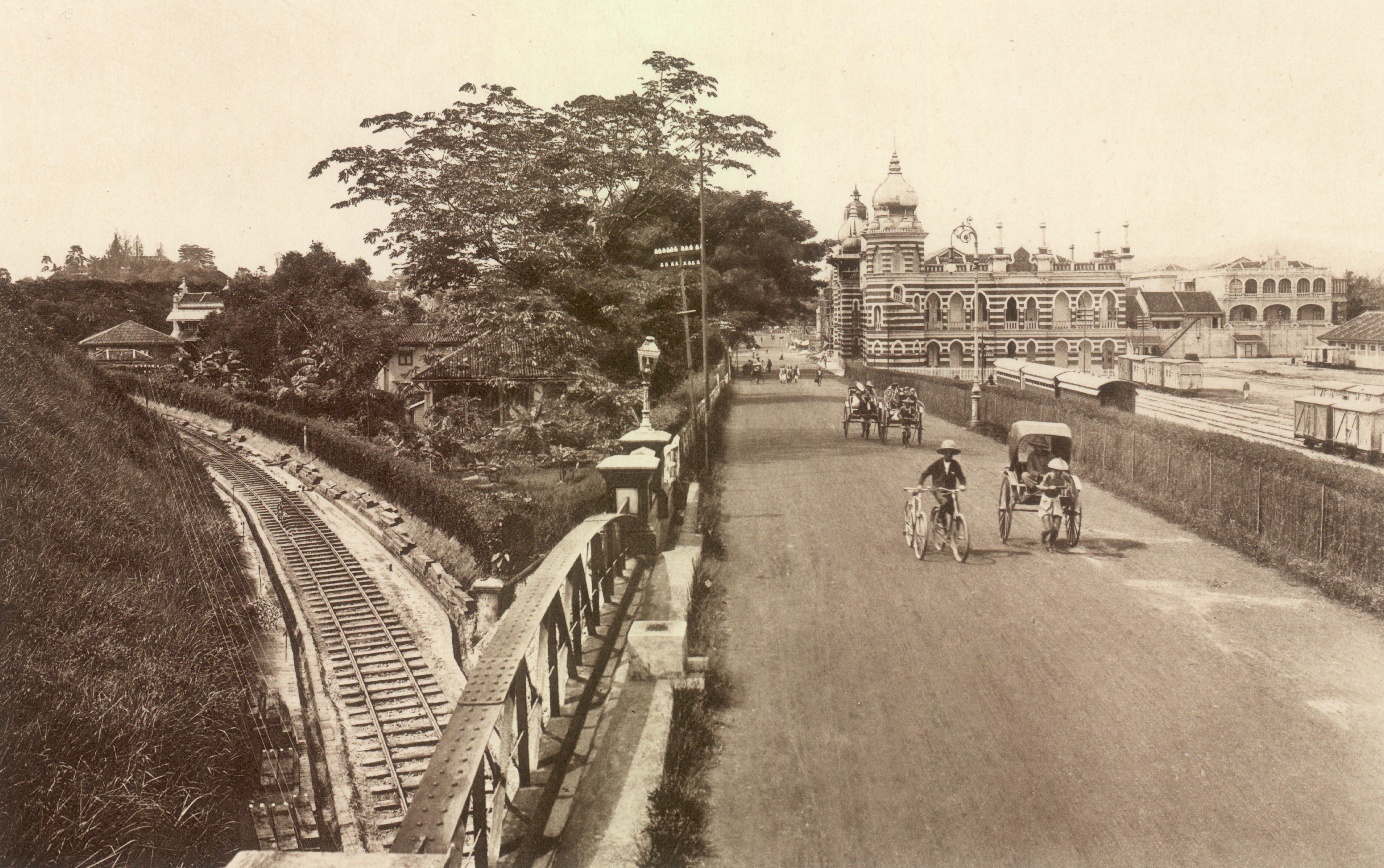
1910年，穿越吉隆坡市区的铁路（左）与马来联邦铁路总部大楼（右，1902年建成），位于独立广场附近

此后，英国殖民政府开始加快在马来亚各地开辟铁路的步伐，主要目的是为了促进殖民地经济发展，例如吉隆坡至巴生的铁路于1886年建成通车，芙蓉至波德申的铁路于1891年建成通车，吉隆坡至万挠的铁路于1892年建成通车，安顺至打巴路的铁路于1893年建成通车。1895年，受英国保护的雪兰莪、森美兰、霹雳和彭亨四州组成马来联邦。当时马来亚不同州的铁路各自发展，没有一个统一的规划和管理机构，于是殖民政府当局在1901年成立了马来联邦铁路（FMSR），统合管理马来西亚半岛上各地包括马来联邦、马来属邦、海峡殖民地的铁路。
20世纪初，马来西亚的铁路网不断扩张，最主要的两条干线分别为东海岸线和西海岸线。从新加坡到马泰边境巴东勿刹的西海岸线于1900年破土动工，其中北赖至新山段于1909年建成通车，至1913年纵贯南北的西海岸线全线通车。而从森美兰州金马士到吉兰丹州道北的东海岸线则在1907年动工，其中金马士至马口段于1910年首先建成通车，至1931年东海岸线全线通车并与泰国铁路接轨。除此之外，新加坡政府铁路（SGR）属下的资产和设施（包括新加坡市区至兀兰的新加坡克兰芝铁路），于1918年以4,136,000元的价格出售予马来联邦政府，马来联邦政府并根据当时订立的殖民地条例，租借了铁路两侧25米范围属地（为期999年），自此新加坡铁路就成为了马来联邦铁路的一部分。

### 二战及战后时期

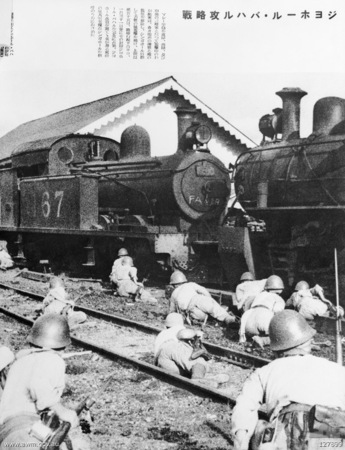
1942年1月，南下的日军在柔佛州某火车站与英军作战

第二次世界大战期间马来联邦铁路遭受严重破坏。1942年初，日军向西南太平洋和东南亚各国快速进攻，接连占领菲律宾、印尼、新加坡、泰国、马来亚、缅甸等国。同年，日军为加强对东南亚的军事控制及阻挡英军对缅甸的反攻，因此开始修建连接泰国曼谷和缅甸仰光的泰缅铁路。为了加快施工进度和节约建筑材料，日军拆毁了马来亚半岛许多铁路，并将桥梁、铁轨、车辆等物资送往泰缅铁路使用。战争结束之后英国殖民政府开始逐步重建马来亚的铁路系统。1946年，英国决定重组属下的海峡殖民地和马来亚联邦，将其所有苏丹国（新加坡除外）与原属马来属邦的玻璃市、吉打、吉兰丹、登加楼及柔佛，宣布合组成立马来亚联邦。1948年，在马来民族主义者的强烈反对下，马来亚联邦又再重组成马来亚联合邦。同年，根据英国制订的马来亚铁路条例，马来联邦铁路被改组为马来亚铁路（MR），政府管理机构为马来亚铁路管理局（MRA）。
1950年代起，马来亚的全国铁路网基本已经完成修复，铁路技术设备亦逐步获得改善。1957年，作为英国援助马来亚铁路重建工作的一部分，首批由英国制造的20型电力传动柴油机车开始在马来亚投入运用。同时亦标志着马来亚铁路干线牵引动力内燃化的开始。1960年起，继电器联锁控制系统和无凭证半自动闭塞系统开始在部分车站和线路区段使用。1962年12月至1963年1月，马来亚铁路工人发起持续33天的大罢工，向铁路管理当局要求增加工资及改善工作条件，这是马来亚当时规模最大的工业行动，逾14000名铁路职工参加了大罢工，使马来亚联邦的铁路运输系统彻底瘫痪，事件最终使政府不得不作出让步而结束。1963年，马来亚和新加坡、砂拉越与沙巴组成新的联邦国家——马来西亚（新加坡后来在1965年退出了联邦），马来亚铁路的官方名称亦改为马来语“Keretapi Tanah Melayu”（KTM）。

### 马来亚铁路改革
踏入1990年代，马来西亚政府开始对交通运输部门国有企业进行整顿和重组，以加快公共运输业发展及提高营运效率。为了达到提高国有铁路的效率、效益、营利能力，和减轻联邦政府财政负担的双重目标，决定分两个步骤实施马来亚铁路民营化计划，第一步是首先进行“政企分离”的公司化改造，组建由马来西亚政府全资拥有的国营铁路公司；而第二步则是向公众发行股票或私有化。1991年9月21日，马来西亚国会正式批准通过关于铁路改革的《1991年铁路法案》（Railway Act 1991）。1992年8月1日，马来亚铁路改组为马来亚铁路公司（KTMB），同时成立的还有马来西亚交通部属下的铁路资产公司（RAC）和铁路运输署（DOR）。铁路资产公司主要负责原马来亚铁路全部资产和负债的管理，以及执行铁路基础设施的发展、重建、融资任务；而铁路运输署则肩负国家管理职能，包括检讨及执行关于铁路运输的法律法规、监管和协调铁路基础设施的发展项目、规管铁路运营商的服务费率和收费等。
1997年8月，由于以玲珑集团（今馬友乃德集團，UEM Group）为首组成的马拉克·安古鲁私人公司（Marak Unggul Sdn Bhd）有意接手马来亚铁路公司，因此马来西亚政府委托该企业联合体经营铁路公司一段时间，作为正式实施铁路民营化前的先导试验。委托经营期间，尽管当时铁路公司的表现有所改善但依旧面对亏损，通勤和长途客运服务的亏损只能靠货运服务来补贴。2001年2月，马来西亚政府否决了马拉克·安古鲁私人公司的收购行动，并以財政不可行为由决定暂缓马来亚铁路公司的民营化计划。2002年起，马来西亚政府重新接管马来亚铁路公司。

### 新时期的马来亚铁路
马来亚铁路成为一家以盈利为目标的企业之后，铁路公司采取了一系列措施以加强其在运输市场上的竞争能力，例如加大对铁路设施和车辆现代化的投资，提高服务质素从而使旅客旅行更舒适；学习发达国家铁路的经验发展多元化经营，开展诸如房地产开发、户外广告、餐饮服务、行包快运等多种经营项目，以这些手段来补贴铁路运营主营业务。马来亚铁路公司成立后其中一项最重要的变革，就是自1995年起推出的KTM通勤铁路服务（KTM Komuter），为吉隆坡与周边巴生河流域之间的客流提供便利的通勤交通，为此铁路公司从1993年开始对吉隆坡至万挠、巴生港、芙蓉的铁路进行复线电气化改造，并耗资5.1亿令吉从奥地利引进通勤型电力动车组，通勤铁路首两条路线巴生港线和芙蓉线于1995年8月3日投入服务，至今通勤铁路已经成为马来亚铁路公司盈利能力最强的服务之一。
在马来西亚第八个五年计划（2001年—2005年）和第九个五年计划（2006年—2010年）期间，马来亚铁路公司继续增加投资实施复线电气化提速改造工程，工程范围包括玻璃市州巴东勿刹至柔佛州新山的西海岸铁路，以及冼都至黑风洞的黑风洞支线。该工程按路段划分为数个阶段进行，第一阶段为全长150公里的万挠至芙蓉段（1993年动工，1995年完成），第二阶段为全长179公里的万挠至怡保段（2005年动工，2008年完成），第三阶段为全长7.2公里的冼都至黑风洞段（2006年动工，2010年完成），第三阶段为全长100公里的芙蓉至金马士段（2009年动工，2013年完成），第四阶段为全长329公里的怡保至巴东勿剎段（2008年动工，2015年完成），第五阶段为全长197公里的金马士至新山段（2018年动工，2022年完成）。与此同时，为配合分阶段完成的复线电气化工程，马来亚铁路亦在2010年相应推出电动列车服务（ETS），列车最高运行速度可达140公里/小时，为西海岸铁路沿线提供快捷的城际客运服务，电动列车服务的初期营运区间为吉隆坡至怡保，并且在未来将随着工程完成而延伸至更多目的地。

## 城市轨道交通

### 轻轨系统

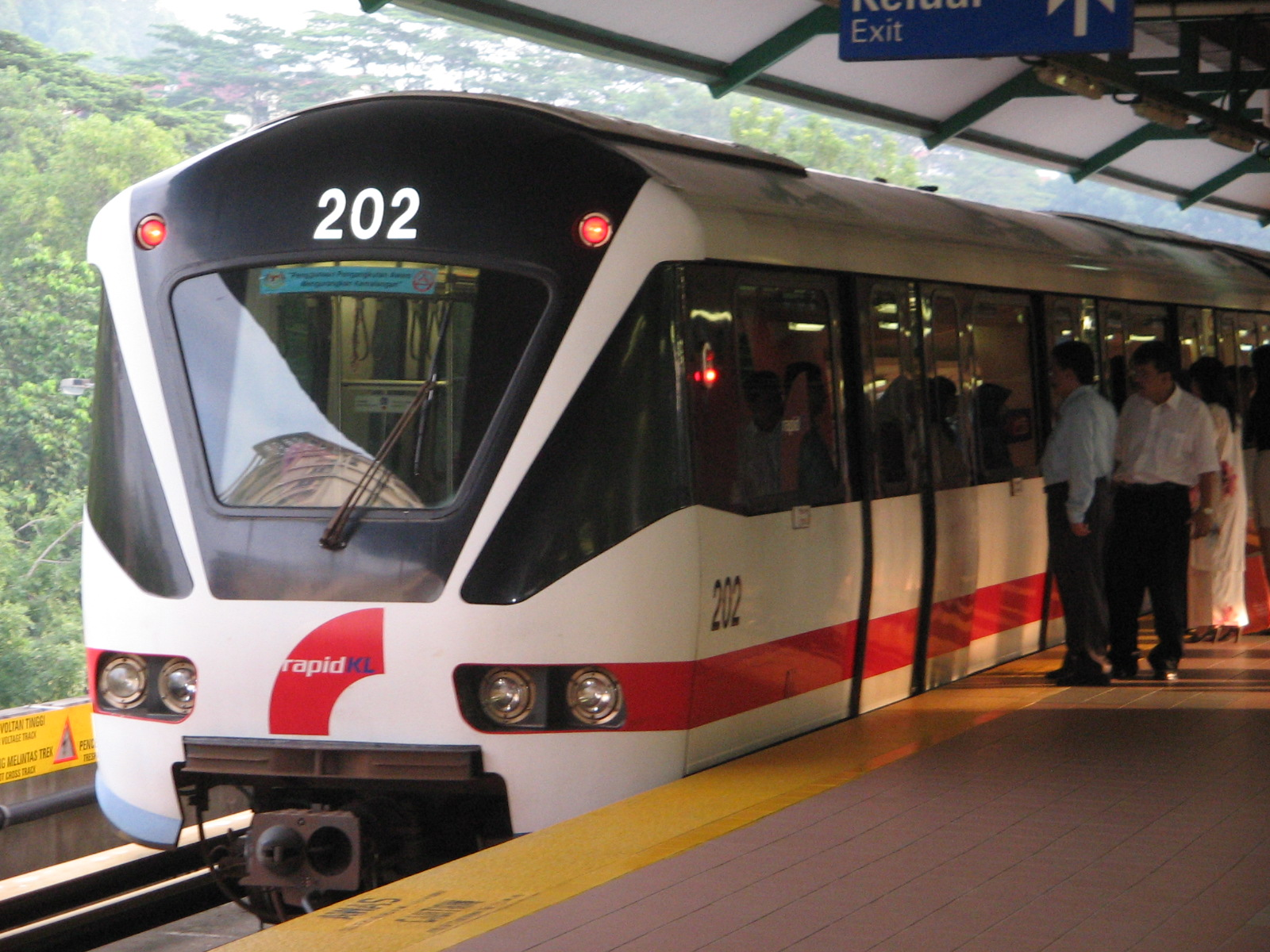
无人驾驶的格拉那再也綫

马来西亚自1980年代起突飞猛进的经济发展，使首都吉隆坡的机动车数量和道路交通流量不断增加；加上马来西亚政府采取扶持国产汽车工业的政策，使马来西亚成为国民汽车拥有率最高的东南亚国家。根据马来西亚政府在1980年代初进行的吉隆坡总体交通规划，预测到2000年首都私人汽车数量将比1980年增加2.8倍，当局有必要改变交通政策和提高公共交通的比重，否则吉隆坡未来不得不面对严重的交通堵塞，因此该规划报告建议在吉隆坡市中心形成以城市轨道交通为主、公共汽车为辅的交通运输系统。
1990年，由马来西亚和外国公司组成的联合体完成吉隆坡轻快铁系统（LRT）的可行性研究，建议借鉴香港和新加坡兴建地铁的经验，并优先上马从市中心通往东南方向的“STAR”轻轨铁路（现称为安邦綫）。“STAR”一期工程全长12.1公里，于1993年8月完成融资协议并正式动工，至1996年12月建成通车。该线是马来西亚第一条轻快铁铁路，轨道采用1,435毫米标准轨距，牵引供电制式为750伏特直流第三轨供电；由德国AEG公司（后来为Adtranz）和英国泰勒·伍德罗公司分别作为机电和土木工程承建商；投资模式为BOO模式（建设－拥有－经营）及土地补偿，以配合当时马来西亚政府的公用事业民营化政策。“STAR”二期工程包括北延线和南延线，两条延线均于1998年建成通车。
1993年，为配合将于吉隆坡举行的1998年英联邦运动会，马来西亚政府决定在吉隆坡兴建第二条轻轨铁路。“PUTRA”轻轨铁路（现称为格拉那再也綫）在吉隆坡市内自东北向西南延伸，并途经雙峰塔和吉隆坡塔等著名地标。“PUTRA”轻轨铁路全长29公里，投资模式为BOT模式及土地补偿；于1994年2月正式动工，第一阶段于1998年9月建成通车，第二阶段于1999年6月建成通车。这是启用当时是世界上营运里程最长的全自动无人驾驶轻轨系统，也是全球第四个庞巴迪先进快速轨道交通系统（ART），采用直线电机驱动的无人驾驶列车、750伏特直流第三轨供电、“SelTrac”CBTC移动闭塞系统。

### 捷运系统
2010年，马来西亚政府宣布兴建巴生谷捷运系统（MRT）的决定，该计划属于经济转型执行方案（ETP）底下其中一个国家主要经济活动（NKEA），即大吉隆坡启动计划的两个公共交通项目之一。马来西亚政府预计，大吉隆坡／巴生谷地区的人口将在2020年突破1000万人，因此需要一个可持续发展的综合交通系统，而捷运计划就是综合交通系统的其中一部分。捷运系统的主要目的是增加使用公共交通的人数、舒缓市区道路交通阻塞，以及减少民众前往目的地的时间。巴生河流域捷运系统被誉为马来西亚有史以来最大型的基建工程，计划投资366亿令吉兴建3条高运量捷运路线，线路总长度超過150公里，形成连接首都方圆20公里地区的轨道交通网络，预计每天载送乘客量最高可达200万人次；一号线为连接哥打白沙罗、吉隆坡、蕉賴、加影的加影线（MRT KG Line）；二号线为连接双溪毛糯、甲洞、吉隆坡、沙登、布城的双溪毛糯－沙登－布城的布城线（MRT PY Line）；三号线则是连接吉隆坡市中心商业地带的环状线（MRT Circle Line）。
巴生谷捷运系统直接由联邦政府投资兴建，并由国营的马来西亚捷运公司（MRT Corp）负责营运管理；捷运系统将会采用香港的港铁系统发展模式，即以捷运路线为基础配合周遭土地的房地产综合开发计划，来为捷运系统的资本开销与营运开销融资。加影线是巴生谷捷运系统首条动工的路线，全长47公里及设有29个车站，其中9.5公里和7个车站属于地下线路；该线于2011年7月正式动工，并在2017年全线通车，从加影前往桂莎白沙罗只需80分钟，前往吉隆坡市中心只需30分钟。双溪毛糯－沙登－布城线的路线已经确定，全长57.7公里及设有36个车站，其中13.5公里和9个车站属于地下线路，该线于2023年3月全线通车。而环状线的初步路线图已有雏型，完成规划后将呈交联邦政府和地方政府审议，预计将在2027年开通。

### 单轨列车

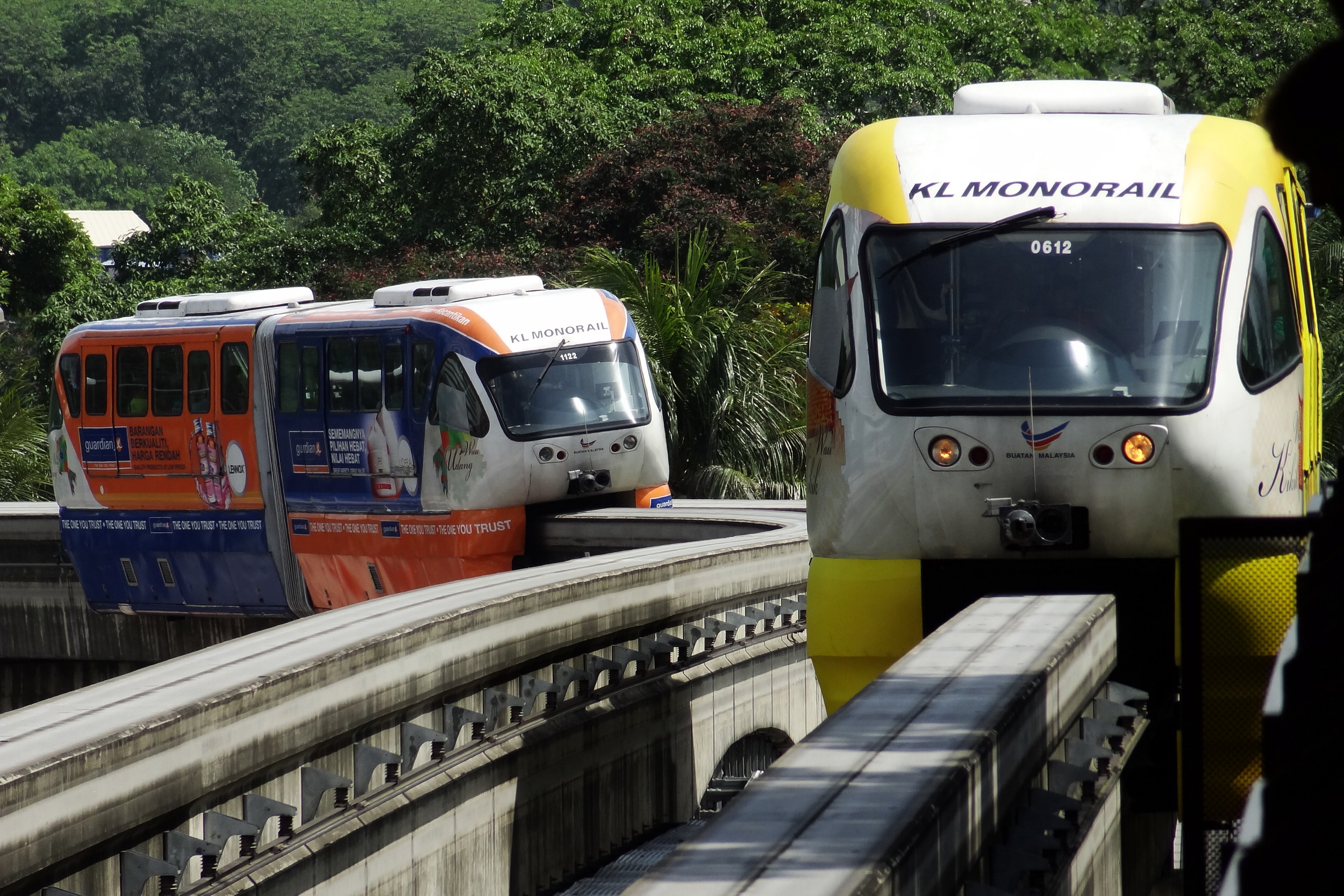
吉隆坡單軌列車

1996年，马来西亚政府批准兴建吉隆坡單軌列車（KL Monorail）的计划。高架单轨铁路全长8.6公里，串连着吉隆坡中央车站交通枢纽与市中心金三角地带。这条采用BOT模式兴建的单轨铁路于1997年1月正式动工，由吉隆坡基建集团（KLIG）拥有40年的特许经营权，机电和土木工程承建商原本为日本日立公司，但1997年亞洲金融風暴后因融资困难而暂停工程；1998年改由本国企业“MTrans”公司（今史格米铁路公司）继续完成工程，至2003年8月建成通车，总共耗资11亿8000万令吉。然而，由于单轨列车启用后客流量不如预期，而且营运收入尚不足以偿还利息，最终吉隆坡基建集团因无力偿还巨额贷款而在2007年5月宣布破产，并于同年11月由国营的马来西亚国家基建公司（Prasarana）收购了吉隆坡单轨列车系统。
吉隆坡單軌列車实际上并非马来西亚首个单轨铁路系统，位于雪兰莪州八打灵再也双威镇的双威单轨列车，早于2000年已经落成启用。双威单轨列车由双威集团投资兴建，全长仅3公里及设有3个车站，沿途途径双威水上乐园、双威金字塔购物中心、双威大学等地，这条单轨铁路一直营运到2007年，因扩建双威金字塔购物中心而拆除。此外，马六甲市亦在2010年完成了全长1.8公里的马六甲单轨列车一期工程，但单轨铁路启用后屡次发生各种故障，还曾经发生载有外国游客的车厢被困半空的事件；马六甲单轨列车自2013年12月起因故障停运，何时能够恢复营运仍是未知之数，而第二期工程自2011年底开工之后亦一再延误。

### 机场铁路

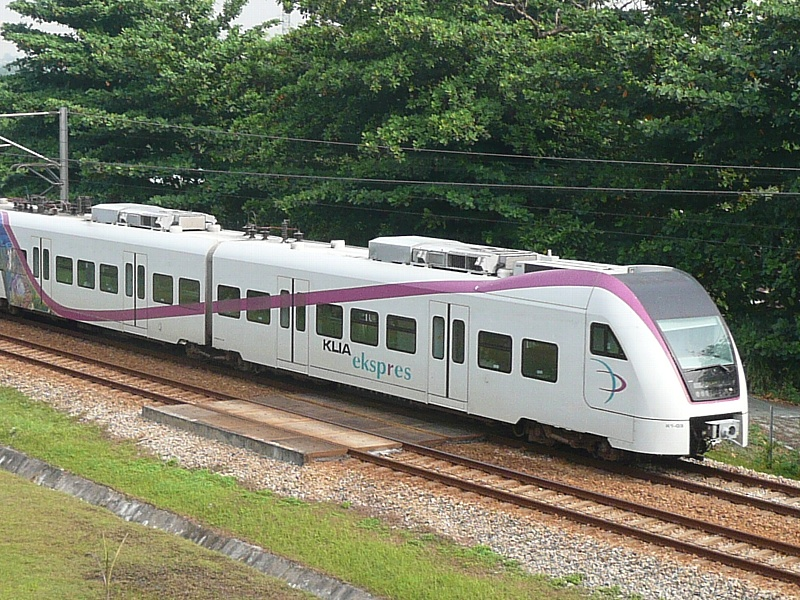
吉隆坡机场快铁

1990年代初，马来西亚决定在吉隆坡以南约50公里的雪邦兴建吉隆坡国际机场（KLIA），以取代已经饱和的梳邦国际机场；与此同时，为了确保有快捷可靠的运输系统连接机场与市区，提高对邻近如曼谷和新加坡等地区性枢纽机场的竞争力，马来西亚政府亦决定建造一条高标准的机场铁路。吉隆坡機場快鐵（KLIA Ekspres）于1997年5月动工，至2002年4月全线建成通车；投资模式采用传统的BOT模式，由楊忠禮集團和TH科技公司合资成立的铁路快线私人公司获得了30年的经营权，整个项目耗资约63.2亿美元。吉隆坡机场快线全长约57公里，连接吉隆坡国际机场和吉隆坡中央車站，全线设有五个车站和一个车辆段，最高营运速度为160公里/小时。这条机场铁路具有两种列车营运模式，第一种是由机场直达中央车站的机场快铁服务（KLIA Ekspres），全程运行时间为28分钟，繁忙时段每15分钟一班；第二种是中途停靠各站的机场支线服务（KLIA Transit），全程运行时间为37分钟，繁忙时段每20分钟一班。
吉隆坡中央车站还可以为旅客提供市区预办登机服务及行李托运服务，乘坐马来西亚航空、国泰航空、皇家汶萊航空、阿联酋航空、阿提哈德航空班机的旅客，可以在班机起飞前不少于2小时到车站内的航空公司柜台办领登机证和付运行李，然后乘坐机场快线列车到机场并直接办领离境手续及登机。2014年5月，随着专供廉价航空使用的吉隆坡第二国际机场（Klia2）启用，吉隆坡机场快线也同时延伸至Kila2。

### 登山缆车

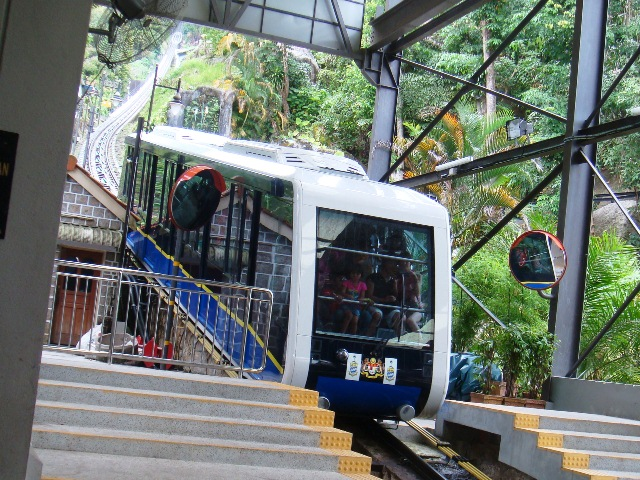
升旗山缆车

位于槟城的升旗山缆车是东南亚唯一一个往复式地面缆车系统。在19世纪末，英国人被山间气候凉爽宜人且风景优美的升旗山吸引，决定将升旗山发展为休闲和避暑胜地。1897年至1906年间，获得英国殖民政府的拨款后，完成了升旗山缆车的土建工程，但因蒸汽缆车的技术问题而未能投入使用。1907年以后乔治市政府接管了这项工程，并派出一名马来联邦铁路的工程师前往瑞士学习登山缆车技术。1923年，耗费16年时间的升旗山缆车正式建成通车。升旗山缆车轨道全长约2公里，由两段长约1公里的单线铁路组成，两段铁路之间有一个会让站，以往旅客需要在该站换乘另一辆缆车继续行程，全程运行时间约30分钟。2010年2月起，升旗山缆车获得马来西亚政府拨款，暂时停运以便进行全面的改善工程，至2011年4月完成整修并恢复营运。升旗山缆车完成改善工程后，除了使用由瑞士引进的第三代缆车车厢外，单程运行时间更缩短至8分钟，而且亦不需要中途换车。

## 高速铁路
马新高速铁路（又称新隆高速铁路）的构思最初是在1990年代末被提出，马来西亚商业巨头楊忠禮集團向时任首相马哈迪·莫哈末建议，准备投资兴建一条连接吉隆坡和新加坡的高速铁路，但有关建议因经济和政策原因而未被接纳。2006年，杨忠礼集团董事经理丹斯里杨肃斌再度提议承包马新高铁的计划，一度引起了马来西亚政府注意和社会讨论，但经过一段时间的热论后亦不了了之。2010年，马来西亚政府公布的马来西亚经济转型执行方案（ETP）当中，大吉隆坡被归类为12项国家主要经济活动之一，目标是将大吉隆坡区域打造成世界级城市和提升国民收入；而公共交通项目则占了大吉隆坡9个启动计划的2个，其中第三启动计划（EPP3）就是建造一条连接大吉隆坡和新加坡的高速铁路，将往返吉隆坡和新加坡的时间大幅降至90分钟，预料耗资300亿令吉（约120亿美元）。
2012年，马来西亚政府的表现管理和履行单位（PEMANDU）在完成高铁技术和商业研究后将结果呈报内阁。2013年2月，新马两国领导人成吉隆坡直通新加坡的高速铁路。关于马新高速铁路的路线走向、技术设计、经济效益等方面的可行性研究，两国境内路段的研究事宜分别由马来西亚的陆路公共交通委员会（SPAD）和新加坡的陆路交通管理局（LTA）进行。2015年4月，马来西亚财政部宣布成立马来西亚高速铁路公司（MyHSR Corp），并委任原陆路公共交通委员会总执行官努依斯迈（Mohd Nur Ismal Mohamed Kamal）为该公司首任总执行官，该公司负责加速推动项目从招标阶段转向建设阶段，并发展高铁站点周边区域。
2016年7月19日，马来西亚首相署部长拿督斯里阿都拉曼达兰和新加坡交通部部长许文远，于布城代表两国签署马新高速铁路的合作谅解备忘录，马来西亚首相拿督斯里和新加坡总理李显龙亦见证本次签署仪式。两国计划于2016年底签署有法律约束力的双边协议。根据目前规划，全长约350公里的马新高铁全线设有8个车站，铁路从吉隆坡出发，途经布城、芙蓉、爱极乐、麻坡、峇株巴辖和依斯干达布蒂里，再通过穿越柔佛海峡的海底隧道，衔接到位于新加坡裕廊东的终点站，估计耗资600億至650億令吉（約203億至220億新元）。此计划已经宣布取消了。

## 对外连接

### 泰國

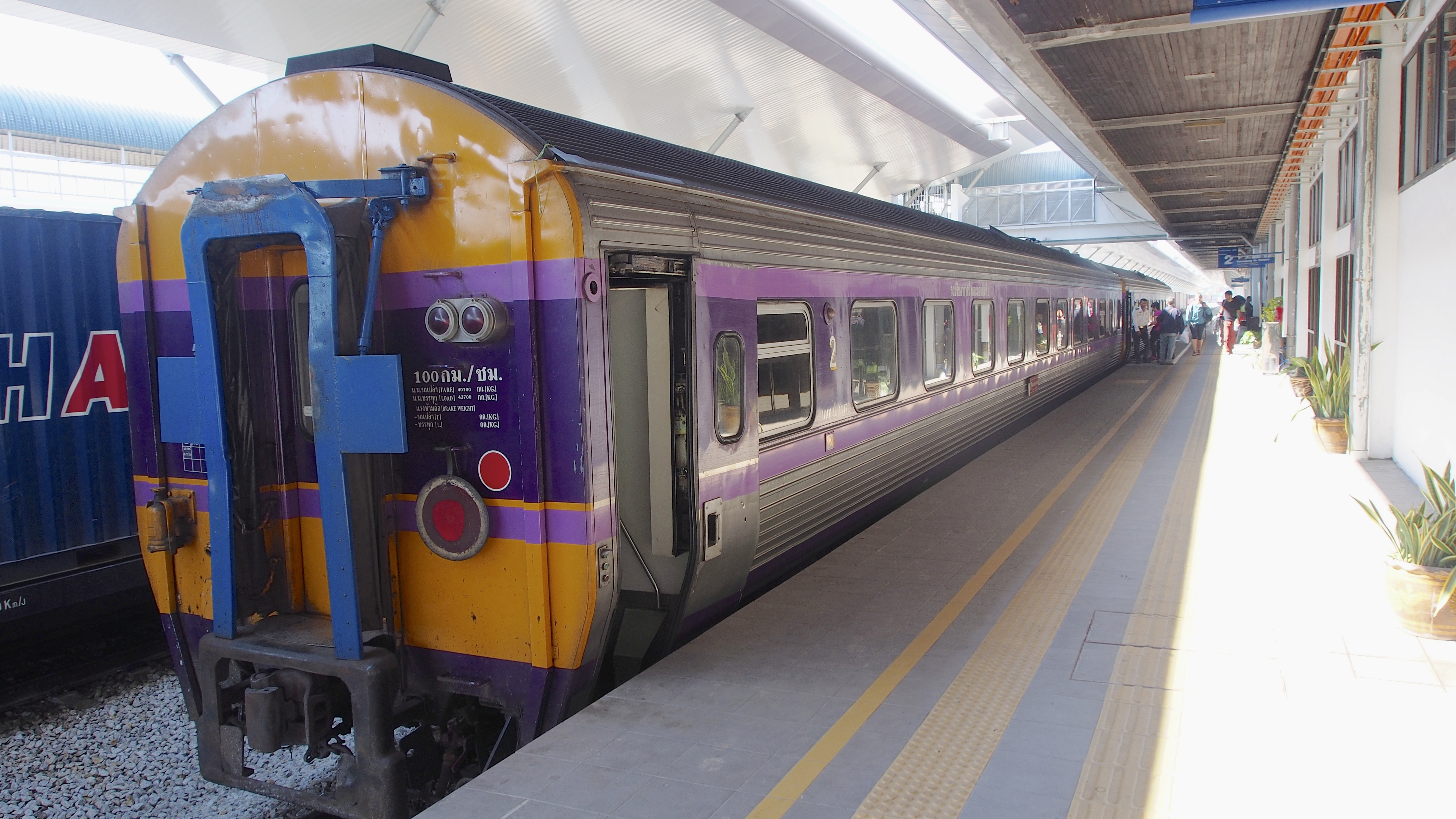
由曼谷开往北海的“国际快车”停靠在巴东勿剎站

1900年，暹罗皇家铁路开始兴建由曼谷通往南部城市合艾的南线铁路，其中曼谷吞武里至碧武里府段于1903年首先建成通车。1909年，英国与暹罗王国签订了《曼谷条约》，暹罗宣布放弃暹罗南部的四个马来藩属国（吉兰丹、玻璃市、吉打和登嘉楼）的宗主权，并将其转让给英国；同年，暹罗王国与马来联邦政府达成协议，决定将南线铁路延伸至暹罗与英属马来亚的接壤边境，以便日后与马来联邦的铁路网相互接轨。1916年9月，南线铁路曼谷至合艾段建成通车。1918年3月1日，随着合艾至巴東勿剎的铁路建成，暹罗皇家铁路正式与马来联邦铁路的西海岸线接轨，并从1919年起开办两国之间的铁路客货运输服务。1922年，合艾至边境城镇双溪哥乐的铁路亦建成通车，并与位于哥乐河对岸的马来联邦铁路东海岸线兰斗班让车站相接。
1922年1月2日，暹罗皇家铁路与马来联邦铁路联合开办泰国曼谷至马来西亚北赖的“南方快车”直通旅客列车服务。1950年3月至1954年1月，由于泰国南部民族冲突和马来亚紧急状态的原因，“南方快车”曾经一度暂时停运。1954年1月2日，泰国国家铁路与马来亚铁路达成协议，“南方快车”更名为“国际快车”并恢复营运，包括由曼谷经巴东勿剎至北赖（后来于1967年延长至北海）、以及由曼谷经双溪哥乐至道北的两条路线。1978年，马来亚铁路宣布关闭双溪哥乐至道北段的铁路，泰国铁路南线与马来亚铁路东海岸线的连接从此中断，曼谷至道北的国际列车亦同时缩短至双溪哥乐，并更名为“他信快车”。
目前，马来西亚与泰国之间每天有三对定期的国际旅客列车在运行，包括一对来往曼谷和北海的35/36次“国际快车”（Ekspres Antarabangsa），以及两对来往合艾和巴东勿剎的短程过境列车，车辆和乘务均由泰国国家铁路担当。以往马来亚铁路曾经营运过吉隆坡至合艾的20/21次“浮罗交怡快车”（Senandung Langkawi），并于2015年9月1日起与来往吉隆坡和新山的12/13次“南方日光快车”（Ekspres Sinaran Selatan）合并，运行区段调整为新山中央至合艾，因列车运行路线纵贯马来西亚半岛，因此列车名称亦变更为“半岛快车”（Ekspres Peninsular）。2015年12月22日，泰国国家铁路与马来亚铁路合作开行每天两对来往合艾和巴东勿剎的短程过境列车，使用泰国国铁APD型柴油动车组担当。随着在西海岸线上营运的ETS列车班次逐步增加，马来亚铁路决定自2016年5月19日起，取消所有运行于巴东勿剎至金马士之间、包括“半岛快车”在内的长途城际列车。

### 新加坡

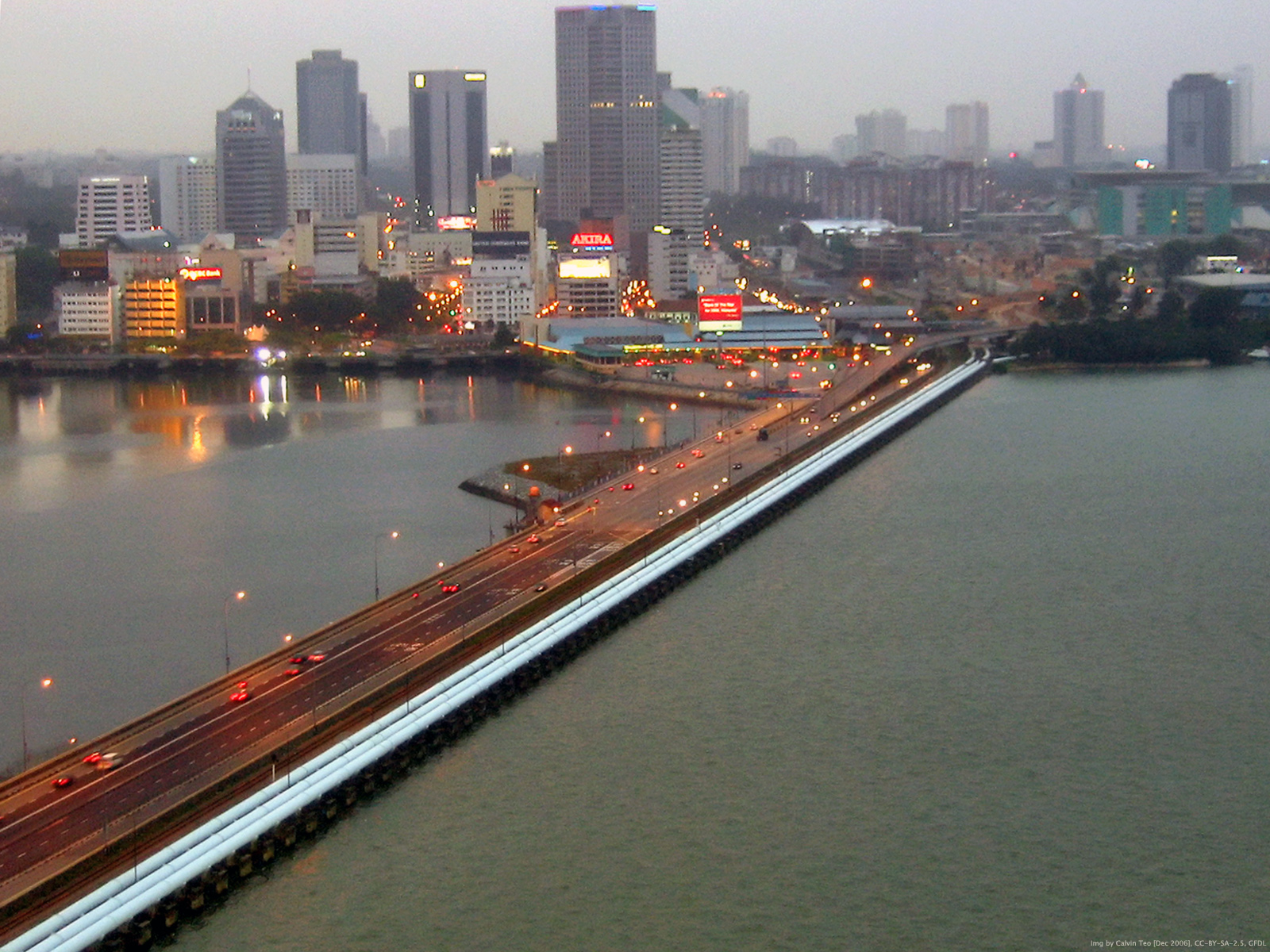
新柔长堤

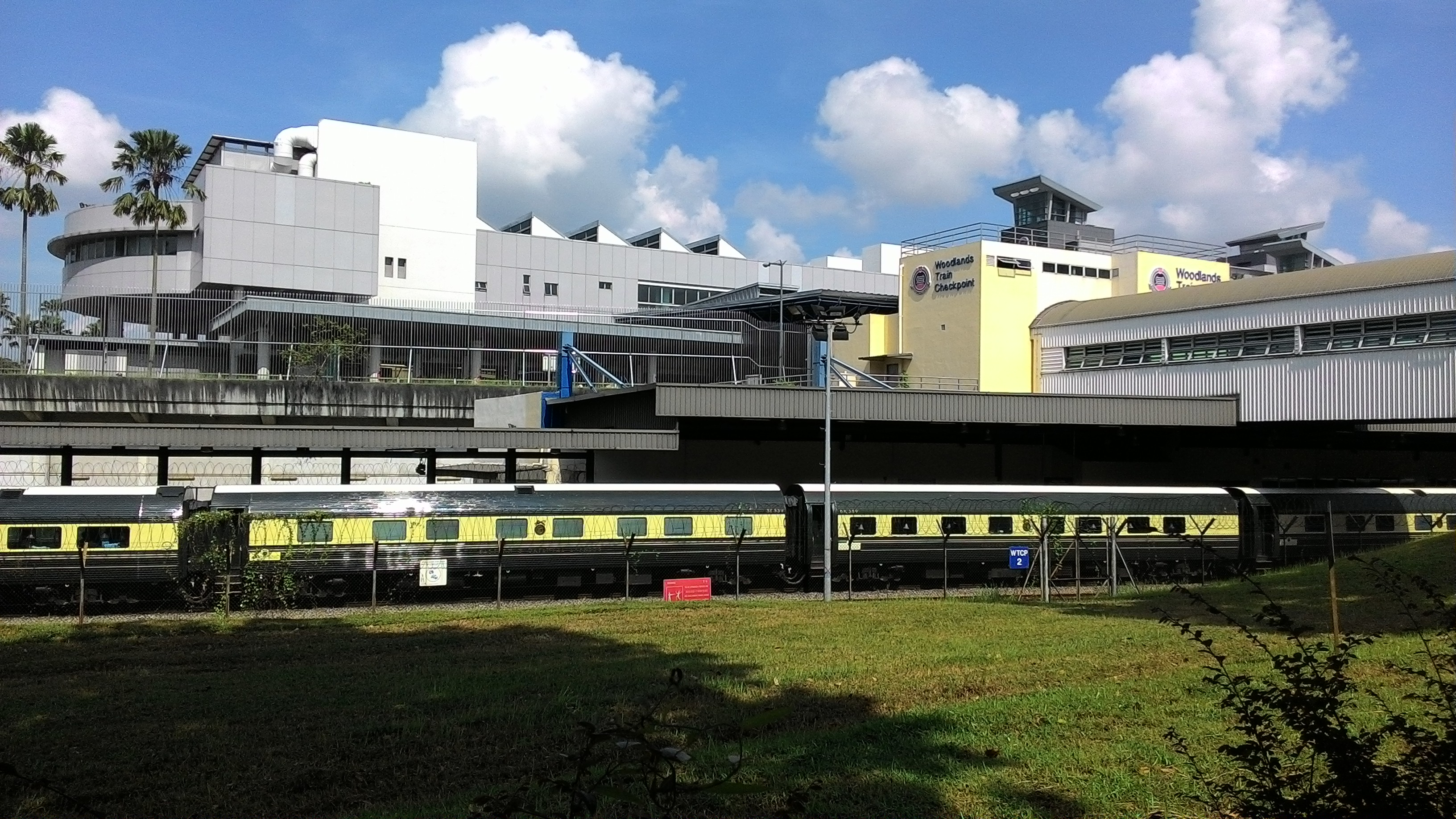
由新加坡开往曼谷的“东方快车”通过新加坡兀兰火车关卡

19世纪末，岌巴港为新加坡带来了繁荣的经济。1900年4月16日，英国殖民政府动工兴建新加坡克兰芝铁路，兴建铁路的目的是为了加强新加坡作为转口贸易港的地位，以便将马来亚出产的橡胶和锡米等货物经由铁路运送至岌巴港后再转运到世界各地，而各国商品在岌巴港卸下后也可以经铁路运到马来亚各地。1903年，新加坡克兰芝铁路建成通车，铁路起自登路并途经武吉知马，延伸至柔佛海峡岸边的兀兰。1909年，马来联邦铁路的西海岸线通至新山，但在连接兀兰和新山的新柔长堤建成之前，两地之间的旅客和货物都需要搭乘轮渡跨越柔佛海峡。
1918年，新加坡政府铁路（SGR）属下的资产和设施（包括新加坡克兰芝铁路），以4,136,000元的价格出售予马来联邦政府，马来联邦政府并根据当时订立的殖民地条例，租借了铁路两侧25公尺范围属地（租约为期999年，相当于永久地契），自此新加坡铁路就成为了马来联邦铁路的一部分。1923年新柔长堤建成通车之后，新加坡的铁路终于和马来联邦铁路接轨。1932年，新落成的丹戎巴葛火车站取代了以往的登路火车站，成为新加坡唯一一个的旅客列车终点站。
1965年，新加坡脫離马来西亚獨立後，马来亚铁路仍然维持1918年的租约。由于这条位于新加坡的铁路实际上属于马来西亚的领土，因此铁路沿线的土地开发和经济发展一直受到限制，对于两国的出入境检验和检疫工作也有所不便。1990年11月，两国政府共同签署了《马来亚铁道公司在新加坡土地发展协议要点》（Points of Agreement），决定以共同經營、聯合開發和土地交換的方式，来解決爭議多年的铁路用地的土地纠纷。然而，马来西亚迟迟没有执行有关协议的要求，导致此事一直胶着逾20年。2010年5月24日，新马两国领导人对1990年的协议达成共识，新加坡决定用位于市区的六个地段，交换马来亚铁路公司的六个地段，马来亚铁道公司将在翌年7月1日前将丹戎巴葛火车站的海关、移民及检疫站迁至兀兰关卡。2011年7月1日凌晨12时，丹戎巴葛火车站正式走入历史，并由新加坡土地局接管。
目前，新加坡和马来西亚之间的国际旅客列车服务均由马来亚铁路营运。在2015年7月之前，每天有四对长途旅客列车来往新加坡和马来西亚半岛各地，旅客从新加坡兀兰关卡出发可以到达吉隆坡、北海、道北等目的地。从2015年7月1日起，为纾缓新柔长堤交通拥堵的情况、方便经常往来新加坡和新山的民众，马来亚铁路推出一项名为“地不佬接驳车”（Shuttle Tebrau）的服务，接驳车每天有14个班次来往新山中央车站和新加坡兀兰关卡，早班车在清晨5时30分由新山出发，末班车则是在晚上11时由兀兰返回，从新山至兀兰的单程车费为5令吉，从兀兰至新山的车费则为5新元。与此同时，原本从马来西亚南下至新加坡的长途旅客列车，南端的终点站全部改为新山中央车站，而不再直接到达新加坡兀兰关卡。

## 参看
- 馬來西亞交通
- 馬來西亞經濟
- 馬新高速鐵路
- 新加坡铁路运输